# Plac Grunwaldzki (osiedle Wrocławia)
Plac Grunwaldzki – osiedle we Wrocławiu położone na obszarze byłej dzielnicy Śródmieście. Nazwa osiedla pochodzi od centralnie w nim położonego placu Grunwaldzkiego.
Osiedle obejmuje obszar wyznaczony ulicami Wyszyńskiego na zachodzie, Sienkiewicza i Grunwaldzką na północy, a także rzeką Odrą: Starą Odrą na wschodzie i głównym korytem na południu. Niemiecka nazwa centralnego skrzyżowania (Scheitniger Stern – „Gwiazda Szczytnicka”) i obowiązujące dziś nazwy mostu Szczytnickiego i ulicy Szczytnickiej związane są ze średniowieczną wsią Szczytniki, położoną za tym mostem; dziś mieści się tam Park Szczytnicki. Osiedle obejmuje także teren dawnej osady Fischerau (tłumaczonej niekiedy jako Rybaki), położonej w okolicy skrzyżowania ul. Grunwaldzkiej i Piastowskiej.
Osiedle Plac Grunwaldzki sąsiaduje z osiedlami Stare Miasto, Ołbin, Zacisze-Zalesie-Szczytniki, Biskupin-Sępolno-Dąbie-Bartoszowice i Przedmieście Oławskie.